# Bergen (Norvégia)
Bergen Norvégia második legnagyobb városa, a délnyugati Hordaland megye Bergen községében.

## Földrajz

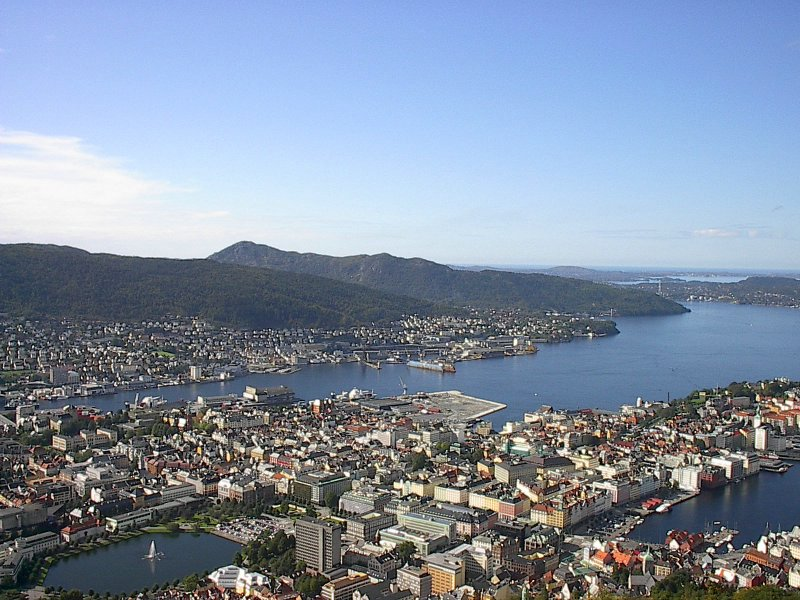
Bergen látképe

Bergen Norvégia délnyugati partján fekszik, Hordaland megyében, amelynek a székhelye is. A várost Norvégia világhírű fjordjainak kapujaként is említik, illetve Vestlandet országrész fővárosaként emlegetik.
Itt található Norvégia legnagyobb és egyben Európa egyik legnagyobb személykikötője.
A bergeni agglomeráció a városon és elővárosain kívül a környező vidéki településeket is magában foglalja.

### Éghajlat
Bergent az enyhe és nedves tengerparti klíma jellemzi. Kisebb mértékű a nyári-téli hőmérséklet-ingadozás, és itt az országban a legmagasabb az átlaghőmérséklet. A januári középhőmérséklet 2,8 °C, a júliusi 15,1 °C (1991-2005), valamint itt a legmagasabb az átlagos éves hőmérséklet Norvégiában.
Bergen az esernyők városa, évente átlagosan 213 nap esik csapadék. 2007. január 21-én új rekordot regisztráltak, amikor 84 egymást követő napon keresztül esett, a korábbi rekord 59 nap volt 1975-ből. Az átlagos éves csapadékmennyiség 2250 mm. Összehasonlításképpen: Brekke a legnedvesebb Norvégiában, 3575 mm éves csapadékmennyiséggel.
| Hónap                                                            | Jan.  | Feb.  | Már.  | Ápr. | Máj. | Jún. | Júl. | Aug. | Szep. | Okt. | Nov.  | Dec.  | Év    |
| ---------------------------------------------------------------- | ----- | ----- | ----- | ---- | ---- | ---- | ---- | ---- | ----- | ---- | ----- | ----- | ----- |
| Rekord max. hőmérséklet (°C)                                     | 16,9  | 13,5  | 19,8  | 25,0 | 31,2 | 30,3 | 33,4 | 31,0 | 27,1  | 23,8 | 17,9  | 13,9  | 33,4  |
| Átlagos max. hőmérséklet (°C)                                    | 3,6   | 4,0   | 5,9   | 9,1  | 14,0 | 16,8 | 17,6 | 17,4 | 14,2  | 11,2 | 6,9   | 4,7   | 10,5  |
| Átlagos min. hőmérséklet (°C)                                    | −0,4  | −0,5  | 0,9   | 3,0  | 7,2  | 10,2 | 11,5 | 11,6 | 9,1   | 6,6  | 2,8   | 0,6   | 5,3   |
| Rekord min. hőmérséklet (°C)                                     | −16,3 | −13,4 | −12,0 | −5,5 | −0,1 | 0,8  | 2,5  | 2,5  | 0,0   | −5,5 | −10,0 | −13,0 | −16,3 |
| Átl. csapadékmennyiség (mm)                                      | 190   | 152   | 170   | 114  | 106  | 132  | 148  | 190  | 283   | 271  | 259   | 235   | 2250  |
| Átl. páratartalom (%)                                            | 78    | 76    | 73    | 72   | 72   | 76   | 77   | 78   | 79    | 79   | 78    | 79    | 76    |
| Havi napsütéses órák száma                                       | 18    | 56    | 93    | 147  | 186  | 189  | 167  | 142  | 87    | 58   | 24    | 9     | 1176  |
| Forrás: World Meteorological Organisation, Hong Kong Observatory |       |       |       |      |      |      |      |      |       |      |       |       |       |

## Történelem
Bergent 1070-ben alapították Olav Kyrre király uralkodása alatt, régi neve Bjørgvin volt. A középkorban Skandinávia egyik legfontosabb városa volt. Itt történt Skandinávia első koronázása 1163-ban: V. Magnus norvég királyt koronázták meg és a középkori Norvégia (Norgesveldet) fővárosa is volt 1314-ig. A 13. század végétől a Hanza-szövetség egyik legfontosabb telepe (kontor) működött itt, főként az északi partokról érkező szárított  tőkehal miatt.
A német kereskedők külön városrészben éltek, melyben 2000 hivatalnok is dolgozott. A Hanza városrészt kerítéssel el is kerítették a többi városrésztől és a kikötő vár melletti részét foglalta el.
A Hanza-házakat 1979-ben nyilvánította az UNESCO a világörökség részévé. A Hanza-házakban nem volt szabad tüzet gyújtani, csak egy központi házban. A Hanza-hivatalnokok és kereskedők a német középosztályból kerültek ki és cölibátust fogadtak. Egy bizonyos hivatali idő ledolgozása után visszatértek hazájukba.
1349-ben egy Bergenben kikötő angol hajó legénysége terjesztette el a fekete halált Norvégiában. A 15. században számos kalóztámadást élt át a város, és 1429-ben felégették a királyi várat és a város nagy részét.
1536-ban a király elérte, hogy a németek előjogai megszűnjenek. Bergen továbbra is Skandinávia legnagyobb városa volt, és 1850-ig a legnagyobb maradt Norvégiában. Az északi partokkal való kereskedelem monopóliumát 1789-ig őrizte meg.
1916-ban a város nagy része egy tűzvész martalékává vált. A második világháború alatt, 1940. április 9-től német megszállás alatt volt. 1972-ben egyesítették a szomszédos településekkel, és elveszítette megyei jogait.

## Közlekedés
Bergenben 1897-től közlekedtek villamosok, de 1965-ben felszámolták a hálózatot, és részben autóbusszal, részben trolibusszal helyettesítették. Az erősödő motorizáció azonban a közúthálózat telítődéséhez és fokozódó torlódásokhoz vezetett, ami kihatott a közúti közösségi közlekedésre is. A problémákat kezdetben az úthálózat bővítésével próbálták kezelni (új körgyűrű, majd a belváros alatt alagút épült), majd miután ez nem vezetett eredményre, bevezették a behajtási díjat, végül a kötöttpályás közösségi közlekedés visszaállítása mellett döntöttek. 2000-ben hoztak döntést a városközpont és a Fleslandban található repülőtér közötti villamosvonal kiépítéséről. Az első, Nesttunig tartó 9,8 km-es, 15 megállót tartalmazó szakasz 2010 nyara óta üzemel. A vonalon 32 méteres, Stadler Variobahn típusú szerelvények közlekednek.

## Turizmus
Bergen főbb nevezetességei:

Bryggen

- Bryggen: Hanza-kereskedőházak sora a fjord mentén, a világörökség része
- Fløibanen (Felvonó), mely a Bergeni kilátóba visz fel
- Edvard Grieg háza
- Ole Bull villája
- Ulriksbanen (drótkötélpályás felvonó), az Ulriken hegyre visz fel
- A bergeni Akvárium Norvégia legnagyobb és legrégibb ilyen intézménye
- Fantoft fatemplom

## Híres személyek
- Aurora Aksnes, énekes-dalszerző
- Liv-Kjersti Bergman, sílövő
- Olve Eikemo, zenész
- Tor Endresen, énekes
- Edvard Grieg, zeneszerző
- Kari Aalvik Grimsbø, kézilabdázó
- Gerhard Armauer Hansen, orvos, zoológus
- Terje Hauge, labdarúgó játékvezető
- Ludvig Holberg, író
- Christian Kalvenes, labdarúgó
- Kristine Minde, labdarúgó
- Maren Mjelde, labdarúgó
- Cecilie Leganger, kézilabdázó
- Liv Grete Skjelbreid Poirée, sílövő
- Terje Rød-Larsen, diplomata
- Varg Vikernes, zenész
- Alan Walker, zenei producer
- Kyrre Gørvell-Dahll, zenei producer
- Kristian Blummenfelt, triatlonista, olimpiai bajnok (Tokio)

## Testvérvárosok
Bergen a következő településekkel áll hivatalos testvérvárosi kapcsolatban:
| - Göteborg, Svédország - Turku (Åbo), Finnország - Aarhus, Dánia |  | - Newcastle, Anglia - Seattle, Egyesült Államok - Aszmara, Eritrea |